# Campeonato FIBA Américas Femenino Sub-18 de 2018
El Campeonato FIBA Américas Femenino Sub-18 de 2018 fue la XII edición del torneo de baloncesto organizado por FIBA Américas para selecciones menores de 18 años. Se realizó en la Ciudad de México (México), del 1 al 7 de agosto de 2018 y entregó cuatro plazas al mundial de baloncesto femenino sub-19 2019.

## Equipos participantes
América del Norte
- Canadá
- Estados Unidos

América Central y Caribe
Clasificaron los mejores equipos del Centrobasket Femenino Sub-17 de 2017:
- México (anfitrión)
- El Salvador
- Puerto Rico

América del Sur
Clasificaron los mejores equipos del Campeonato Sudamericano Femenino Sub-17 de 2017:
- Argentina
- Chile
- Colombia

## Resultados

### Primera fase
La ceremonia del sorteo se celebró el 10 de julio, en San Juan (Puerto Rico).

#### Grupo A
|   | Equipo         | Pts | J | G | P | PF  | PC  | Dif  |
| - | -------------- | --- | - | - | - | --- | --- | ---- |
| 1 | Estados Unidos | 6   | 3 | 3 | 0 | 305 | 140 | +165 |
| 2 | Argentina      | 5   | 3 | 2 | 1 | 203 | 203 | 0    |
| 3 | Puerto Rico    | 4   | 3 | 1 | 2 | 193 | 251 | -58  |
| 4 | Chile          | 3   | 3 | 0 | 3 | 164 | 271 | -107 |

| 1 de agosto, 14:00                    | Puerto Rico                           | 74 - 69                               | Chile |  |
| Reporte                               |                                       |                                       | |  |
| Parciales: 18-19, 18-18, 21-12, 17-20 | Parciales: 18-19, 18-18, 21-12, 17-20 | Parciales: 18-19, 18-18, 21-12, 17-20 | Gimnasio Olímpico Juan de la Barrera, Ciudad de México Árbitro(s): Alejandra Gaytan (MEX), Mario Antonio Granados Santos (SLV), Leydys Castellon Baro (CUB) |  |
| Rosario 15                            | Pts                                   | 17 Ljubetic                           | Gimnasio Olímpico Juan de la Barrera, Ciudad de México Árbitro(s): Alejandra Gaytan (MEX), Mario Antonio Granados Santos (SLV), Leydys Castellon Baro (CUB) |  |
| Vargas 14                             | Rebs                                  | 6 Merino, Álvarez                     | Gimnasio Olímpico Juan de la Barrera, Ciudad de México Árbitro(s): Alejandra Gaytan (MEX), Mario Antonio Granados Santos (SLV), Leydys Castellon Baro (CUB) |  |
| Rosario, Laureano 3                   | Asists                                | 6 García                              | Gimnasio Olímpico Juan de la Barrera, Ciudad de México Árbitro(s): Alejandra Gaytan (MEX), Mario Antonio Granados Santos (SLV), Leydys Castellon Baro (CUB) |  |

| 1 de agosto, 18:30                  | Estados Unidos                      | 87 - 42                             | Argentina |  |
| Reporte                             |                                     |                                     | |  |
| Parciales: 18-8, 20-7, 23-12, 26-15 | Parciales: 18-8, 20-7, 23-12, 26-15 | Parciales: 18-8, 20-7, 23-12, 26-15 | Gimnasio Olímpico Juan de la Barrera, Ciudad de México Árbitro(s): Hortencia Sánchez (MEX), Rodrigo León Mejia Mesa (COL), Kelsey Kisilevich (CAN) |  |
| Blackwell, Smith 13                 | Pts                                 | 8 Suárez                            | Gimnasio Olímpico Juan de la Barrera, Ciudad de México Árbitro(s): Hortencia Sánchez (MEX), Rodrigo León Mejia Mesa (COL), Kelsey Kisilevich (CAN) |  |
| Prince 9                            | Rebs                                | 7 Suárez                            | Gimnasio Olímpico Juan de la Barrera, Ciudad de México Árbitro(s): Hortencia Sánchez (MEX), Rodrigo León Mejia Mesa (COL), Kelsey Kisilevich (CAN) |  |
| Brown 5                             | Asists                              | 2 Fontana, Acevedo                  | Gimnasio Olímpico Juan de la Barrera, Ciudad de México Árbitro(s): Hortencia Sánchez (MEX), Rodrigo León Mejia Mesa (COL), Kelsey Kisilevich (CAN) |  |

| 2 de agosto, 14:00                  | Chile                               | 39 - 115                            | Estados Unidos |  |
| Reporte                             |                                     |                                     | |  |
| Parciales: 17-35, 4-31, 13-25, 5-24 | Parciales: 17-35, 4-31, 13-25, 5-24 | Parciales: 17-35, 4-31, 13-25, 5-24 | Gimnasio Olímpico Juan de la Barrera, Ciudad de México Árbitro(s): Alejandra Gaytan (MEX), Rodrigo León Mejia Mesa (COL), Kelsey Kisilevich (CAN) |  |
| Ovalle 11                           | Pts                                 | 19 Williams                         | Gimnasio Olímpico Juan de la Barrera, Ciudad de México Árbitro(s): Alejandra Gaytan (MEX), Rodrigo León Mejia Mesa (COL), Kelsey Kisilevich (CAN) |  |
| Garay, Vargas 4                     | Rebs                                | 11 Prince                           | Gimnasio Olímpico Juan de la Barrera, Ciudad de México Árbitro(s): Alejandra Gaytan (MEX), Rodrigo León Mejia Mesa (COL), Kelsey Kisilevich (CAN) |  |
| García 3                            | Asists                              | 5 Blackwell                         | Gimnasio Olímpico Juan de la Barrera, Ciudad de México Árbitro(s): Alejandra Gaytan (MEX), Rodrigo León Mejia Mesa (COL), Kelsey Kisilevich (CAN) |  |

| 2 de agosto, 18:30                    | Argentina                             | 79 - 60                               | Puerto Rico |  |
| Reporte                               |                                       |                                       | |  |
| Parciales: 14-10, 16-12, 29-15, 20-23 | Parciales: 14-10, 16-12, 29-15, 20-23 | Parciales: 14-10, 16-12, 29-15, 20-23 | Gimnasio Olímpico Juan de la Barrera, Ciudad de México Árbitro(s): Yuliet Méndez Álvarez (CUB), Mario Antonio Granados Santos (SLV), Hortencia Sánchez (MEX) |  |
| Castro 14                             | Pts                                   | 13 Reyes                              | Gimnasio Olímpico Juan de la Barrera, Ciudad de México Árbitro(s): Yuliet Méndez Álvarez (CUB), Mario Antonio Granados Santos (SLV), Hortencia Sánchez (MEX) |  |
| Castro 12                             | Rebs                                  | 6 Vargas                              | Gimnasio Olímpico Juan de la Barrera, Ciudad de México Árbitro(s): Yuliet Méndez Álvarez (CUB), Mario Antonio Granados Santos (SLV), Hortencia Sánchez (MEX) |  |
| Acevedo 6                             | Asists                                | 1 5 jugadoras                         | Gimnasio Olímpico Juan de la Barrera, Ciudad de México Árbitro(s): Yuliet Méndez Álvarez (CUB), Mario Antonio Granados Santos (SLV), Hortencia Sánchez (MEX) |  |

| 3 de agosto, 14:00                    | Argentina                             | 82 - 56                               | Chile |  |
| Reporte                               |                                       |                                       | |  |
| Parciales: 26-12, 17-12, 23-12, 16-20 | Parciales: 26-12, 17-12, 23-12, 16-20 | Parciales: 26-12, 17-12, 23-12, 16-20 | Gimnasio Olímpico Juan de la Barrera, Ciudad de México Árbitro(s): Hortencia Sánchez (MEX), Yuliet Méndez Álvarez (CUB), Kelsey Kisilevich (CAN) |  |
| Suárez 12                             | Pts                                   | 15 Retamales                          | Gimnasio Olímpico Juan de la Barrera, Ciudad de México Árbitro(s): Hortencia Sánchez (MEX), Yuliet Méndez Álvarez (CUB), Kelsey Kisilevich (CAN) |  |
| Castro 12                             | Rebs                                  | 5 Álvarez                             | Gimnasio Olímpico Juan de la Barrera, Ciudad de México Árbitro(s): Hortencia Sánchez (MEX), Yuliet Méndez Álvarez (CUB), Kelsey Kisilevich (CAN) |  |
| Operto, Gentinetta 3                  | Asists                                | 3 García                              | Gimnasio Olímpico Juan de la Barrera, Ciudad de México Árbitro(s): Hortencia Sánchez (MEX), Yuliet Méndez Álvarez (CUB), Kelsey Kisilevich (CAN) |  |

| 3 de agosto, 18:30                    | Puerto Rico                           | 59 - 103                              | Estados Unidos |  |
| Reporte                               |                                       |                                       | |  |
| Parciales: 18-33, 15-17, 15-28, 11-25 | Parciales: 18-33, 15-17, 15-28, 11-25 | Parciales: 18-33, 15-17, 15-28, 11-25 | Gimnasio Olímpico Juan de la Barrera, Ciudad de México Árbitro(s): Alejandra Gaytan (MEX), Rodrigo León Mejia Mesa (COL), Mario Antonio Granados Santos (SLV) |  |
| Rosario 17                            | Pts                                   | 24 Smith                              | Gimnasio Olímpico Juan de la Barrera, Ciudad de México Árbitro(s): Alejandra Gaytan (MEX), Rodrigo León Mejia Mesa (COL), Mario Antonio Granados Santos (SLV) |  |
| Reyes, Cotto 4                        | Rebs                                  | 8 Joens, Caldwell                     | Gimnasio Olímpico Juan de la Barrera, Ciudad de México Árbitro(s): Alejandra Gaytan (MEX), Rodrigo León Mejia Mesa (COL), Mario Antonio Granados Santos (SLV) |  |
| Reyes 4                               | Asists                                | 3 Brown, Nelson-Ododa                 | Gimnasio Olímpico Juan de la Barrera, Ciudad de México Árbitro(s): Alejandra Gaytan (MEX), Rodrigo León Mejia Mesa (COL), Mario Antonio Granados Santos (SLV) |  |

#### Grupo B
|   | Equipo      | Pts | J | G | P | PF  | PC  | Dif  |
| - | ----------- | --- | - | - | - | --- | --- | ---- |
| 1 | Canadá      | 6   | 3 | 3 | 0 | 219 | 155 | +64  |
| 2 | Colombia    | 5   | 3 | 2 | 1 | 217 | 199 | +18  |
| 3 | México      | 4   | 3 | 1 | 2 | 220 | 201 | +19  |
| 4 | El Salvador | 3   | 3 | 0 | 3 | 148 | 249 | -101 |

| 1 de agosto, 16:00                   | Colombia                             | 49 - 73                              | Canadá |  |
| Reporte                              |                                      |                                      | |  |
| Parciales: 9-17, 11-25, 16-12, 13-19 | Parciales: 9-17, 11-25, 16-12, 13-19 | Parciales: 9-17, 11-25, 16-12, 13-19 | Gimnasio Olímpico Juan de la Barrera, Ciudad de México Árbitro(s): Tiara Cruse (USA), Micaela Prado (ARG), Rebeca Xiomaira Dávila Aquino (PUR) |  |
| Álvarez 19                           | Pts                                  | 17 Morra                             | Gimnasio Olímpico Juan de la Barrera, Ciudad de México Árbitro(s): Tiara Cruse (USA), Micaela Prado (ARG), Rebeca Xiomaira Dávila Aquino (PUR) |  |
| Paz 8                                | Rebs                                 | 12 Morra                             | Gimnasio Olímpico Juan de la Barrera, Ciudad de México Árbitro(s): Tiara Cruse (USA), Micaela Prado (ARG), Rebeca Xiomaira Dávila Aquino (PUR) |  |
| Caicedo 4                            | Asists                               | 3 Makolo, Becker, Hanson             | Gimnasio Olímpico Juan de la Barrera, Ciudad de México Árbitro(s): Tiara Cruse (USA), Micaela Prado (ARG), Rebeca Xiomaira Dávila Aquino (PUR) |  |

| 1 de agosto, 20:30                   | México                               | 88 - 48                              | El Salvador |  |
| Reporte                              |                                      |                                      | |  |
| Parciales: 31-12, 18-10, 20-6, 19-20 | Parciales: 31-12, 18-10, 20-6, 19-20 | Parciales: 31-12, 18-10, 20-6, 19-20 | Gimnasio Olímpico Juan de la Barrera, Ciudad de México Árbitro(s): Yuliet Mendez Álvarez (CUB), Arlen Yesenia Aguilar García (GUA), Felipe Guillermo Valenzuela Barrera (CHI) |  |
| Salinas 14                           | Pts                                  | 18 Villalobos                        | Gimnasio Olímpico Juan de la Barrera, Ciudad de México Árbitro(s): Yuliet Mendez Álvarez (CUB), Arlen Yesenia Aguilar García (GUA), Felipe Guillermo Valenzuela Barrera (CHI) |  |
| Montes, Gallegos, Salinas 5          | Rebs                                 | 11 Villalobos                        | Gimnasio Olímpico Juan de la Barrera, Ciudad de México Árbitro(s): Yuliet Mendez Álvarez (CUB), Arlen Yesenia Aguilar García (GUA), Felipe Guillermo Valenzuela Barrera (CHI) |  |
| Gallegos 6                           | Asists                               | 4 Murcia                             | Gimnasio Olímpico Juan de la Barrera, Ciudad de México Árbitro(s): Yuliet Mendez Álvarez (CUB), Arlen Yesenia Aguilar García (GUA), Felipe Guillermo Valenzuela Barrera (CHI) |  |

| 2 de agosto, 16:00                   | El Salvador                          | 52 - 81                              | Canadá |  |
| Reporte                              |                                      |                                      | |  |
| Parciales: 9-23, 11-23, 13-19, 19-16 | Parciales: 9-23, 11-23, 13-19, 19-16 | Parciales: 9-23, 11-23, 13-19, 19-16 | Gimnasio Olímpico Juan de la Barrera, Ciudad de México Árbitro(s): Micaela Prado (ARG), Leydys Castellón Baro (CUB), Arlen Yesenia Aguilar García (GUA) |  |
| Villalobos 15                        | Pts                                  | 15 Becker                            | Gimnasio Olímpico Juan de la Barrera, Ciudad de México Árbitro(s): Micaela Prado (ARG), Leydys Castellón Baro (CUB), Arlen Yesenia Aguilar García (GUA) |  |
| Villalobos 10                        | Rebs                                 | 12 De Sousa Martins                  | Gimnasio Olímpico Juan de la Barrera, Ciudad de México Árbitro(s): Micaela Prado (ARG), Leydys Castellón Baro (CUB), Arlen Yesenia Aguilar García (GUA) |  |
| A. Rodríguez 4                       | Asists                               | 3 Washington, Makolo                 | Gimnasio Olímpico Juan de la Barrera, Ciudad de México Árbitro(s): Micaela Prado (ARG), Leydys Castellón Baro (CUB), Arlen Yesenia Aguilar García (GUA) |  |

| 2 de agosto, 20:30                    | México                                | 78 - 88                               | Colombia |  |
| Reporte                               |                                       |                                       | |  |
| Parciales: 24-13, 19-28, 17-26, 18-21 | Parciales: 24-13, 19-28, 17-26, 18-21 | Parciales: 24-13, 19-28, 17-26, 18-21 | Gimnasio Olímpico Juan de la Barrera, Ciudad de México Árbitro(s): Tiara Cruse (USA), Rebeca Xiomaira Dávila Aquino (PUR), Felipe Guillermo Valenzuela Barrera (CHI) |  |
| Salinas 22                            | Pts                                   | 30 Caicedo                            | Gimnasio Olímpico Juan de la Barrera, Ciudad de México Árbitro(s): Tiara Cruse (USA), Rebeca Xiomaira Dávila Aquino (PUR), Felipe Guillermo Valenzuela Barrera (CHI) |  |
| Aguilera 8                            | Rebs                                  | 8 González                            | Gimnasio Olímpico Juan de la Barrera, Ciudad de México Árbitro(s): Tiara Cruse (USA), Rebeca Xiomaira Dávila Aquino (PUR), Felipe Guillermo Valenzuela Barrera (CHI) |  |
| Gallegos 6                            | Asists                                | 2 Caicedo, Pineda, González           | Gimnasio Olímpico Juan de la Barrera, Ciudad de México Árbitro(s): Tiara Cruse (USA), Rebeca Xiomaira Dávila Aquino (PUR), Felipe Guillermo Valenzuela Barrera (CHI) |  |

| 3 de agosto, 16:00                    | Colombia                              | 80 - 48                               | El Salvador |  |
| Reporte                               |                                       |                                       | |  |
| Parciales: 21-12, 16-12, 24-13, 19-11 | Parciales: 21-12, 16-12, 24-13, 19-11 | Parciales: 21-12, 16-12, 24-13, 19-11 | Gimnasio Olímpico Juan de la Barrera, Ciudad de México Árbitro(s): Felipe Guillermo Valenzuela Barrera (CHI), Micaela Prado (ARG), Rebeca Xiomaira Dávila Aquino (PUR) |  |
| Caicedo 22                            | Pts                                   | 12 García                             | Gimnasio Olímpico Juan de la Barrera, Ciudad de México Árbitro(s): Felipe Guillermo Valenzuela Barrera (CHI), Micaela Prado (ARG), Rebeca Xiomaira Dávila Aquino (PUR) |  |
| Chivata, Cortes, Morales 7            | Rebs                                  | 10 Villalobos                         | Gimnasio Olímpico Juan de la Barrera, Ciudad de México Árbitro(s): Felipe Guillermo Valenzuela Barrera (CHI), Micaela Prado (ARG), Rebeca Xiomaira Dávila Aquino (PUR) |  |
| Caicedo 5                             | Asists                                | 6 A. Rodríguez                        | Gimnasio Olímpico Juan de la Barrera, Ciudad de México Árbitro(s): Felipe Guillermo Valenzuela Barrera (CHI), Micaela Prado (ARG), Rebeca Xiomaira Dávila Aquino (PUR) |  |

| 3 de agosto, 20:30                   | Canadá                               | 65 - 54                              | México |  |
| Reporte                              |                                      |                                      | |  |
| Parciales: 17-13, 17-6, 14-18, 17-17 | Parciales: 17-13, 17-6, 14-18, 17-17 | Parciales: 17-13, 17-6, 14-18, 17-17 | Gimnasio Olímpico Juan de la Barrera, Ciudad de México Árbitro(s): Tiara Cruse (USA), Leydys Castellón Baro (CUB), Arlen Yesenia Aguilar García (GUA) |  |
| Makolo 13                            | Pts                                  | 16 Martínez                          | Gimnasio Olímpico Juan de la Barrera, Ciudad de México Árbitro(s): Tiara Cruse (USA), Leydys Castellón Baro (CUB), Arlen Yesenia Aguilar García (GUA) |  |
| Morra 16                             | Rebs                                 | 7 Salinas, Aguilera                  | Gimnasio Olímpico Juan de la Barrera, Ciudad de México Árbitro(s): Tiara Cruse (USA), Leydys Castellón Baro (CUB), Arlen Yesenia Aguilar García (GUA) |  |
| Cote-Lysius, Becker 2                | Asists                               | 3 Rodríguez                          | Gimnasio Olímpico Juan de la Barrera, Ciudad de México Árbitro(s): Tiara Cruse (USA), Leydys Castellón Baro (CUB), Arlen Yesenia Aguilar García (GUA) |  |

### Fase final
|  | Quinto puesto  | Quinto puesto  |             |             | Semifinales 5º-8º | Semifinales 5º-8º |                |             | Cuartos de final | Cuartos de final |           |                | Semifinales   | Semifinales   |  |  | Final       | Final       |
|  |                |                |             |             |                   |                   |                |             |                  |                  |           |                |               |               |  |  |             |             |
|  |                |                |             |             |                   |                   |                |             | 5 de agosto      |                  |           |                |               |               |  |  |             |             |
|  |                |                |             |             |                   |                   |                |             |                  |                  |           |                |               |               |  |  |             |             |
|  | 7 de agosto    | 7 de agosto    |             |             | 6 de agosto       | 6 de agosto       |                |             | Estados Unidos   | 87               |           |                | 6 de agosto   | 6 de agosto   |  |  | 7 de agosto | 7 de agosto |
|  | 7 de agosto    | 7 de agosto    |             |             | 6 de agosto       | 6 de agosto       |                |             | Estados Unidos   | 87               |           |                | 6 de agosto   | 6 de agosto   |  |  | 7 de agosto | 7 de agosto |
|  | 7 de agosto    | 7 de agosto    |             |             | 6 de agosto       | 6 de agosto       | El Salvador    | 27          |                  |                  |           |                | 6 de agosto   | 6 de agosto   |  |  | 7 de agosto | 7 de agosto |
|  | 7 de agosto    | 7 de agosto    |             | El Salvador | 56                |                   | El Salvador    | 27          |                  |                  |           | Estados Unidos | 83            |               |  |  | 7 de agosto | 7 de agosto |
|  | 7 de agosto    | 7 de agosto    | 5 de agosto | El Salvador | 56                |                   |                |             |                  |                  |           | Estados Unidos | 83            |               |  |  | 7 de agosto | 7 de agosto |
|  | 7 de agosto    | 7 de agosto    |             |             | Puerto Rico       | 70                |                |             | Colombia         | 47               |           |                |               |               |  |  | 7 de agosto | 7 de agosto |
|  | 7 de agosto    | 7 de agosto    | Puerto Rico | 58          | Puerto Rico       | 70                |                |             | Colombia         | 47               |           |                |               |               |  |  | 7 de agosto | 7 de agosto |
|  | 7 de agosto    | 7 de agosto    | Puerto Rico | 58          |                   |                   |                |             |                  |                  |           |                |               |               |  |  | 7 de agosto | 7 de agosto |
|  | 7 de agosto    | 7 de agosto    |             |             | Colombia          | 85                |                |             |                  |                  |           |                |               |               |  |  | 7 de agosto | 7 de agosto |
|  | Puerto Rico    | 61             |             |             | Colombia          | 85                | Estados Unidos | 84          |                  |                  |           |                |               |               |  |  |             |             |
|  | Puerto Rico    | 61             | 5 de agosto |             |                   |                   | Estados Unidos | 84          |                  |                  |           |                |               |               |  |  |             |             |
|  | Chile          | 54             |             |             | Canadá            | 60                |                |             |                  |                  |           |                |               |               |  |  |             |             |
|  | Chile          | 54             | Argentina   | 89          | Canadá            | 60                |                |             |                  |                  |           |                |               |               |  |  |             |             |
|  |                |                | Argentina   | 89          | 6 de agosto       | 6 de agosto       | 6 de agosto    | 6 de agosto |                  |                  |           |                |               |               |  |  |             |             |
|  |                |                | México      | 62          | 6 de agosto       | 6 de agosto       | 6 de agosto    | 6 de agosto |                  |                  |           |                |               |               |  |  |             |             |
|  | Séptimo puesto | Séptimo puesto | México      | 62          | México            | 69                |                |             |                  |                  | Argentina | 71             | Tercer puesto | Tercer puesto |  |  |             |             |
|  | Séptimo puesto | Séptimo puesto | 5 de agosto |             | México            | 69                |                |             |                  |                  | Argentina | 71             | Tercer puesto | Tercer puesto |  |  |             |             |
|  | 7 de agosto    | 7 de agosto    |             |             | Chile             | 71                |                |             | Canadá           | 77               |           |                | 7 de agosto   | 7 de agosto   |  |  |             |             |
|  | El Salvador    | 61             | Chile       | 52          | Chile             | 71                | Colombia       | 52          | Canadá           | 77               |           |                |               |               |  |  |             |             |
|  | El Salvador    | 61             | Chile       | 52          |                   |                   | Colombia       | 52          |                  |                  |           |                |               |               |  |  |             |             |
|  | México         | 83             |             |             | Canadá            | 98                |                |             | Argentina        | 62               |           |                |               |               |  |  |             |             |

##### Cuartos de final
| 5 de agosto, 14:00                 | Estados Unidos                     | 87 - 27                            | El Salvador |  |
| Reporte                            |                                    |                                    | |  |
| Parciales: 24-6, 27-13, 17-2, 19-6 | Parciales: 24-6, 27-13, 17-2, 19-6 | Parciales: 24-6, 27-13, 17-2, 19-6 | Gimnasio Olímpico Juan de la Barrera, Ciudad de México Árbitro(s): Hortencia Sánchez (MEX), Leydys Castellón Baro (CUB), Kelsey Kisilevich (CAN) |  |
| puntos                             | Pts                                | puntos                             | Gimnasio Olímpico Juan de la Barrera, Ciudad de México Árbitro(s): Hortencia Sánchez (MEX), Leydys Castellón Baro (CUB), Kelsey Kisilevich (CAN) |  |
| rebotes                            | Rebs                               | rebotes                            | Gimnasio Olímpico Juan de la Barrera, Ciudad de México Árbitro(s): Hortencia Sánchez (MEX), Leydys Castellón Baro (CUB), Kelsey Kisilevich (CAN) |  |
| asistencias                        | Asists                             | asistencias                        | Gimnasio Olímpico Juan de la Barrera, Ciudad de México Árbitro(s): Hortencia Sánchez (MEX), Leydys Castellón Baro (CUB), Kelsey Kisilevich (CAN) |  |

| 5 de agosto, 16:00                  | Chile                               | 52 - 98                             | Canadá |  |
| Reporte                             |                                     |                                     | |  |
| Parciales: 7-22, 22-17, 9-31, 14-28 | Parciales: 7-22, 22-17, 9-31, 14-28 | Parciales: 7-22, 22-17, 9-31, 14-28 | Gimnasio Olímpico Juan de la Barrera, Ciudad de México Árbitro(s): Rebeca Xiomaira Dávila Aquino (PUR), Mario Antonio Granados Santos (SLV), Arlen Yesenia Aguilar García (GUA) |  |
| puntos                              | Pts                                 | puntos                              | Gimnasio Olímpico Juan de la Barrera, Ciudad de México Árbitro(s): Rebeca Xiomaira Dávila Aquino (PUR), Mario Antonio Granados Santos (SLV), Arlen Yesenia Aguilar García (GUA) |  |
| rebotes                             | Rebs                                | rebotes                             | Gimnasio Olímpico Juan de la Barrera, Ciudad de México Árbitro(s): Rebeca Xiomaira Dávila Aquino (PUR), Mario Antonio Granados Santos (SLV), Arlen Yesenia Aguilar García (GUA) |  |
| asistencias                         | Asists                              | asistencias                         | Gimnasio Olímpico Juan de la Barrera, Ciudad de México Árbitro(s): Rebeca Xiomaira Dávila Aquino (PUR), Mario Antonio Granados Santos (SLV), Arlen Yesenia Aguilar García (GUA) |  |

| 5 de agosto, 18:30                    | Puerto Rico                           | 58 - 85                               | Colombia |  |
| Reporte                               |                                       |                                       | |  |
| Parciales: 18-19, 14-15, 14-31, 12-20 | Parciales: 18-19, 14-15, 14-31, 12-20 | Parciales: 18-19, 14-15, 14-31, 12-20 | Gimnasio Olímpico Juan de la Barrera, Ciudad de México Árbitro(s): Alejandra Gaytan (MEX), Micaela Prado (ARG), Felipe Guillermo Valenzuela Barrera (CHI) |  |
| puntos                                | Pts                                   | puntos                                | Gimnasio Olímpico Juan de la Barrera, Ciudad de México Árbitro(s): Alejandra Gaytan (MEX), Micaela Prado (ARG), Felipe Guillermo Valenzuela Barrera (CHI) |  |
| rebotes                               | Rebs                                  | rebotes                               | Gimnasio Olímpico Juan de la Barrera, Ciudad de México Árbitro(s): Alejandra Gaytan (MEX), Micaela Prado (ARG), Felipe Guillermo Valenzuela Barrera (CHI) |  |
| asistencias                           | Asists                                | asistencias                           | Gimnasio Olímpico Juan de la Barrera, Ciudad de México Árbitro(s): Alejandra Gaytan (MEX), Micaela Prado (ARG), Felipe Guillermo Valenzuela Barrera (CHI) |  |

| 5 de agosto, 20:30                    | Argentina                             | 89 - 62                               | México |  |
| Reporte                               |                                       |                                       | |  |
| Parciales: 19-14, 20-12, 27-19, 23-17 | Parciales: 19-14, 20-12, 27-19, 23-17 | Parciales: 19-14, 20-12, 27-19, 23-17 | Gimnasio Olímpico Juan de la Barrera, Ciudad de México Árbitro(s): Tiara Cruse (USA), Rodrigo León Mejía Mesa (COL), Yuliet Méndez Álvarez (CUB) |  |
| puntos                                | Pts                                   | puntos                                | Gimnasio Olímpico Juan de la Barrera, Ciudad de México Árbitro(s): Tiara Cruse (USA), Rodrigo León Mejía Mesa (COL), Yuliet Méndez Álvarez (CUB) |  |
| rebotes                               | Rebs                                  | rebotes                               | Gimnasio Olímpico Juan de la Barrera, Ciudad de México Árbitro(s): Tiara Cruse (USA), Rodrigo León Mejía Mesa (COL), Yuliet Méndez Álvarez (CUB) |  |
| asistencias                           | Asists                                | asistencias                           | Gimnasio Olímpico Juan de la Barrera, Ciudad de México Árbitro(s): Tiara Cruse (USA), Rodrigo León Mejía Mesa (COL), Yuliet Méndez Álvarez (CUB) |  |

##### 5º al 8º puesto
| 6 de agosto, 14:00                    | El Salvador                           | 56 - 70                               | Puerto Rico |  |
| Reporte                               |                                       |                                       | |  |
| Parciales: 14-16, 15-12, 13-20, 14-22 | Parciales: 14-16, 15-12, 13-20, 14-22 | Parciales: 14-16, 15-12, 13-20, 14-22 | Gimnasio Olímpico Juan de la Barrera, Ciudad de México Árbitro(s): Rodrigo León Mejía Mesa (COL), Micaela Prado (ARG), Arlen Yesenia Aguilar García (GUA) |  |
| puntos                                | Pts                                   | puntos                                | Gimnasio Olímpico Juan de la Barrera, Ciudad de México Árbitro(s): Rodrigo León Mejía Mesa (COL), Micaela Prado (ARG), Arlen Yesenia Aguilar García (GUA) |  |
| rebotes                               | Rebs                                  | rebotes                               | Gimnasio Olímpico Juan de la Barrera, Ciudad de México Árbitro(s): Rodrigo León Mejía Mesa (COL), Micaela Prado (ARG), Arlen Yesenia Aguilar García (GUA) |  |
| asistencias                           | Asists                                | asistencias                           | Gimnasio Olímpico Juan de la Barrera, Ciudad de México Árbitro(s): Rodrigo León Mejía Mesa (COL), Micaela Prado (ARG), Arlen Yesenia Aguilar García (GUA) |  |

| 6 de agosto, 16:00                    | México                                | 69 - 71                               | Chile |  |
| Reporte                               |                                       |                                       | |  |
| Parciales: 19-16, 10-19, 11-16, 29-20 | Parciales: 19-16, 10-19, 11-16, 29-20 | Parciales: 19-16, 10-19, 11-16, 29-20 | Gimnasio Olímpico Juan de la Barrera, Ciudad de México Árbitro(s): Rebeca Xiomaira Dávila Aquino (PUR), Mario Antonio Granados Santos (SLV), Kelsey Kisilevich (CAN) |  |
| puntos                                | Pts                                   | puntos                                | Gimnasio Olímpico Juan de la Barrera, Ciudad de México Árbitro(s): Rebeca Xiomaira Dávila Aquino (PUR), Mario Antonio Granados Santos (SLV), Kelsey Kisilevich (CAN) |  |
| rebotes                               | Rebs                                  | rebotes                               | Gimnasio Olímpico Juan de la Barrera, Ciudad de México Árbitro(s): Rebeca Xiomaira Dávila Aquino (PUR), Mario Antonio Granados Santos (SLV), Kelsey Kisilevich (CAN) |  |
| asistencias                           | Asists                                | asistencias                           | Gimnasio Olímpico Juan de la Barrera, Ciudad de México Árbitro(s): Rebeca Xiomaira Dávila Aquino (PUR), Mario Antonio Granados Santos (SLV), Kelsey Kisilevich (CAN) |  |

##### Semifinales
| 6 de agosto, 18:30                  | Estados Unidos                      | 83 - 47                             | Colombia |  |
| Reporte                             |                                     |                                     | |  |
| Parciales: 19-18, 23-8, 16-15, 25-6 | Parciales: 19-18, 23-8, 16-15, 25-6 | Parciales: 19-18, 23-8, 16-15, 25-6 | Gimnasio Olímpico Juan de la Barrera, Ciudad de México Árbitro(s): Alejandra Gaytan (MEX), Yuliet Méndez Álvarez (CUB), Leydys Castellón Baro (CUB) |  |
| puntos                              | Pts                                 | puntos                              | Gimnasio Olímpico Juan de la Barrera, Ciudad de México Árbitro(s): Alejandra Gaytan (MEX), Yuliet Méndez Álvarez (CUB), Leydys Castellón Baro (CUB) |  |
| rebotes                             | Rebs                                | rebotes                             | Gimnasio Olímpico Juan de la Barrera, Ciudad de México Árbitro(s): Alejandra Gaytan (MEX), Yuliet Méndez Álvarez (CUB), Leydys Castellón Baro (CUB) |  |
| asistencias                         | Asists                              | asistencias                         | Gimnasio Olímpico Juan de la Barrera, Ciudad de México Árbitro(s): Alejandra Gaytan (MEX), Yuliet Méndez Álvarez (CUB), Leydys Castellón Baro (CUB) |  |

| 6 de agosto, 20:30                    | Argentina                             | 71 - 77                               | Canadá |  |
| Reporte                               |                                       |                                       | |  |
| Parciales: 14-19, 17-17, 16-19, 24-22 | Parciales: 14-19, 17-17, 16-19, 24-22 | Parciales: 14-19, 17-17, 16-19, 24-22 | Gimnasio Olímpico Juan de la Barrera, Ciudad de México Árbitro(s): Tiara Cruse (USA), Hortencia Sánchez (MEX), Felipe Guillermo Valenzuela Barrera (CHI) |  |
| puntos                                | Pts                                   | puntos                                | Gimnasio Olímpico Juan de la Barrera, Ciudad de México Árbitro(s): Tiara Cruse (USA), Hortencia Sánchez (MEX), Felipe Guillermo Valenzuela Barrera (CHI) |  |
| rebotes                               | Rebs                                  | rebotes                               | Gimnasio Olímpico Juan de la Barrera, Ciudad de México Árbitro(s): Tiara Cruse (USA), Hortencia Sánchez (MEX), Felipe Guillermo Valenzuela Barrera (CHI) |  |
| asistencias                           | Asists                                | asistencias                           | Gimnasio Olímpico Juan de la Barrera, Ciudad de México Árbitro(s): Tiara Cruse (USA), Hortencia Sánchez (MEX), Felipe Guillermo Valenzuela Barrera (CHI) |  |

##### Séptimo puesto
| 7 de agosto, 14:00                   | El Salvador                          | 61 - 83                              | México                                                 |  |
|                                      |                                      |                                      |                                                        |  |
| Parciales: 17-25, 9-15, 13-20, 22-23 | Parciales: 17-25, 9-15, 13-20, 22-23 | Parciales: 17-25, 9-15, 13-20, 22-23 | Gimnasio Olímpico Juan de la Barrera, Ciudad de México |  |
| puntos                               | Pts                                  | puntos                               | Gimnasio Olímpico Juan de la Barrera, Ciudad de México |  |
| rebotes                              | Rebs                                 | rebotes                              | Gimnasio Olímpico Juan de la Barrera, Ciudad de México |  |
| asistencias                          | Asists                               | asistencias                          | Gimnasio Olímpico Juan de la Barrera, Ciudad de México |  |

##### Quinto puesto
| 7 de agosto, 16:00                   | Puerto Rico                          | 61 - 54                              | Chile                                                  |  |
|                                      |                                      |                                      |                                                        |  |
| Parciales: 9-10, 18-13, 24-16, 10-15 | Parciales: 9-10, 18-13, 24-16, 10-15 | Parciales: 9-10, 18-13, 24-16, 10-15 | Gimnasio Olímpico Juan de la Barrera, Ciudad de México |  |
| puntos                               | Pts                                  | puntos                               | Gimnasio Olímpico Juan de la Barrera, Ciudad de México |  |
| rebotes                              | Rebs                                 | rebotes                              | Gimnasio Olímpico Juan de la Barrera, Ciudad de México |  |
| asistencias                          | Asists                               | asistencias                          | Gimnasio Olímpico Juan de la Barrera, Ciudad de México |  |

##### Tercer puesto
| 7 de agosto, 18:30                    | Colombia                              | 52 - 62                               | Argentina                                              |  |
|                                       |                                       |                                       |                                                        |  |
| Parciales: 10-17, 12-19, 14-16, 16-10 | Parciales: 10-17, 12-19, 14-16, 16-10 | Parciales: 10-17, 12-19, 14-16, 16-10 | Gimnasio Olímpico Juan de la Barrera, Ciudad de México |  |
| puntos                                | Pts                                   | puntos                                | Gimnasio Olímpico Juan de la Barrera, Ciudad de México |  |
| rebotes                               | Rebs                                  | rebotes                               | Gimnasio Olímpico Juan de la Barrera, Ciudad de México |  |
| asistencias                           | Asists                                | asistencias                           | Gimnasio Olímpico Juan de la Barrera, Ciudad de México |  |

##### Final
| 7 de agosto, 20:30                   | Estados Unidos                       | 84 - 60                              | Canadá                                                 |  |
|                                      |                                      |                                      |                                                        |  |
| Parciales: 14-18, 25-13, 25-9, 20-20 | Parciales: 14-18, 25-13, 25-9, 20-20 | Parciales: 14-18, 25-13, 25-9, 20-20 | Gimnasio Olímpico Juan de la Barrera, Ciudad de México |  |
| puntos                               | Pts                                  | puntos                               | Gimnasio Olímpico Juan de la Barrera, Ciudad de México |  |
| rebotes                              | Rebs                                 | rebotes                              | Gimnasio Olímpico Juan de la Barrera, Ciudad de México |  |
| asistencias                          | Asists                               | asistencias                          | Gimnasio Olímpico Juan de la Barrera, Ciudad de México |  |

## Clasificación
| Rank | Equipo         | Récord |
| ---- | -------------- | ------ |
|      | Estados Unidos |        |
|      | Canadá         |        |
|      | Argentina      |        |
| 4    | Colombia       |        |
| 5    | Puerto Rico    |        |
| 6    | Chile          |        |
| 7    | México         |        |
| 8    | El Salvador    |        |

## Clasificados al Campeonato Mundial Femenino Sub-19 2019
| Bandera de Estados Unidos | Bandera de Canadá | Bandera de Argentina | Bandera de Colombia |
| Estados Unidos            | Canadá            | Argentina            | Colombia            |
| ------------------------- | ----------------- | -------------------- | ------------------- |